# Mahanoy City
Mahanoy City ist ein Borough in Schuylkill County im Bundesstaat Pennsylvania in den USA. Das U.S. Census Bureau hat bei der Volkszählung 2020 eine Einwohnerzahl von 3.499 ermittelt.

## Geographie
Die Stadt liegt 15 Kilometer nördlich von Pottsville, 20 Kilometer südlich von Hazleton, fünf Kilometer östlich von Shenandoah und 10 Kilometer westlich von Tamaqua. Die nächstgelegene größere Stadt ist Reading, die sich in einer Entfernung von etwa 70 Kilometern befindet. In der Nähe führt der Interstate-81-Highway vorbei.

## Historie
Der Name des Ortes basiert auf dem von den Shawneeindianern kreierten Namen „Maghonioy“, wurde von Siedlern 1849 in Mahanoy umgewandelt und später mit dem Zusatz „City“ versehen. Hauptlebensgrundlage wurde der Bergbau. Zwischen 1862 und 1866 wuchs die Bevölkerung auf ca. 6000 Personen an, und aus 20 Zechen wurden 250 Tonnen Anthrazitkohle pro Tag gefördert. Danach stieg die Anzahl der Minenarbeiter weiter, ging nach 1920 jedoch wieder zurück.

## Demographie
Die Volkszählung von 2000 (United States Census 2000) ergab eine Bevölkerungszahl von 4647 Personen, aufgeteilt in 2113 Haushalte. Der Anteil der weißen Bevölkerung betrug nahezu 99 %.

## Persönlichkeiten
- Victor Schertzinger (1890–1941), Filmkomponist, Regisseur, Drehbuchautor und Filmproduzent
- Kevin Carl Rhoades (* 1957), römisch-katholischer Geistlicher, Bischof von Harrisburg und Fort Wayne-South Bend
- David Huebner (* 1960), US-amerikanischer Diplomat